# Tíszta
A Tíszta (Dévanágari: टीस्ता ) folyót - Szikkim indiai szövetségi államban -  "mentőkötélnek" is nevezik, hiszen ellátja a környéket ivóvizzel, valamint árammal. Majdnem az állam egész hosszában végigfolyik, a Himalája mérsékelt éghajlatú hegyei közül egészen a trópusi jellegű völgyekig. A smaragdzöld színű folyó határt alkot Nyugat-Bengália és Szikkim között, mielőtt mellékfolyóként csatlakozik a Brahmaputrához Bangladesben.

## Forrása
A folyó a magas Himalajában a Cho Lhamu tóból ered a tszf. 5330 m-es magasságban. A tó a Donkia Pass hágótól, Setcsentől (Shetschen) északra található, amely Dardzsilingtől légvonalban kb. 8 km-re fekszik.

## Földrajz
A rendkívül kanyargós folyó a forrásától kezdve vízmosásokat, szakadékokat, szurdokokat váj(t) a Himalája "testébe". A folyó teljes hosszában változatos növényzet látható. Alacsonyabb tszf. magasságoknál a trópusi lombhullató fák és bokrok fedik a környező dombokat, hegyeket, ellenben nagyobb magasságokon az alpesi növényzet az uralkodó. A folyót többségében fehér homok szegélyzi, amit az építőipar fel is használ a régióban. A nagy sziklákkal tűzdelt folyó - elsődlegesen a felsőbb szakaszán - ideális helyszín a rafting szerelmeseinek. A monszunok időszaka alatt ez a látszólag nyugodt folyó megmutatja az igazi arcát: örvénylő árhullámokkal vezeti le a bőséges csapadékot, s ebben a régióban a földcsuszamlások gyakran zárják el a folyó egyes mellékágait.